# Miocyt

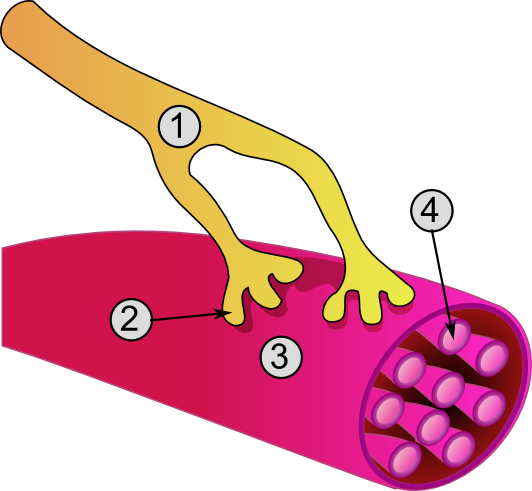
Ogólna budowa komórki mięśnia szkieletowego i złącza nerwowo-mięśniowego:
1. Akson
2. Złącze nerwowo-mięśniowe
3. Włókno mięśnia szkieletowego
4. Miofibryle

Komórka mięśniowa, włókno mięśniowe, miocyt – wydłużony, pojedynczy element strukturalny tkanki mięśniowej. W komórkach nabłonkowo-mięśniowych i w tkance mięśniowej są to pojedyncze, wrzecionowate komórki. W mięśniach poprzecznie prążkowanych występuje w formie cylindrycznych, długich tworów wielojądrowych. 
Włókna mięśniowe mają zdolność do aktywnego kurczenia się. Pęczki miocytu otoczone osłonką tworzą mięsień. Miocyty powstają w czasie ontogenezy z mioblastów. Pochodzenie tkanki mięśniowej jest różne w różnych grupach zwierząt i poszczególnych mięśniach. Może mieć pochodzenie ekto- lub entodermalne, a tkanka poprzecznie prążkowana jest pochodzenia mezodermalnego.